# Церовац (Грачац)
Церовац је насељено мјесто у општини Грачац, југоисточна Лика, Република Хрватска.

## Географија
Церовац је удаљен око 29 км југоисточно од Грачаца. У близини насеља пролази Личка пруга.

## Историја
Церовац се од распада Југославије до августа 1995. године налазио у Републици Српској Крајини.

## Становништво
Према попису становништва из 2011. године, насеље Церовац је имало 3 становника.
| Националност       | 1991. | 1981. | 1971. | 1961. |
| Срби               | 31    | 49    | 158   | 267   |
| Југословени        | 3     | 13    |       |       |
| Хрвати             | 2     | 1     |       | 1     |
| остали и непознато |       |       |       |       |
| Укупно             | 36    | 63    | 158   | 268   |

| Демографија | Демографија | Демографија |
| Година      | Становника  | Становника  |
| ----------- | ----------- | ----------- |
| 1961.       | 268         |             |
| 1971.       | 158         |             |
| 1981.       | 63          |             |
| 1991.       | 36          |             |
| 2001.       | 5           |             |
| 2011.       |             | 3           |